# Taillades
Ne doit pas être confondu avec Hôtel des Taillades.
Taillades (non pas "les" Taillades - Voir carte de l'IGN) est une commune française située dans le département de Vaucluse, en région Provence-Alpes-Côte d'Azur.

## Géographie
Le vieux village de Taillades est construit autour d'une ancienne carrière à l'extrémité ouest du massif du Luberon, face à la colline Saint-Jacques (Cavaillon).
| Cavaillon |              | Robion |
|           | Taillades    |        |
|           | Cheval-Blanc |        |

### Accès
Situé à environ 2 km de Robion et 4 de Cavaillon, les routes principales pour s'y rendre sont la D 2 et la D 143.

### Hydrographie
Le canal de Carpentras passe dans la commune. Le Boulon coule à sa limite nord-est en la séparant de Robion. La commune est au sud de la rivière le Coulon.

### Sismicité
Les cantons de Bonnieux, Apt, Cadenet, Cavaillon et Pertuis sont classés en zone Ib (risque faible). Tous les autres cantons du département de Vaucluse sont classés en zone Ia (risque très faible). Ce zonage correspond à une sismicité ne se traduisant qu'exceptionnellement par la destruction de bâtiments.

### Climat
Pour des articles plus généraux, voir Climat de Provence-Alpes-Côte d'Azur et Climat de Vaucluse.
En 2010, le climat de la commune est de type climat méditerranéen franc, selon une étude du Centre national de la recherche scientifique s'appuyant sur une série de données couvrant la période 1971-2000. En 2020, Météo-France publie une typologie des climats de la France métropolitaine dans laquelle la commune est exposée à un climat méditerranéen et est dans la région climatique  Provence, Languedoc-Roussillon, caractérisée par une pluviométrie faible en été, un très bon ensoleillement (2 600 h/an), un été chaud (21,5 °C), un air très sec en été, sec en toutes saisons, des vents forts (fréquence de 40 à 50 % de vents > 5 m/s) et peu de brouillards. 
Pour la période 1971-2000, la température annuelle moyenne est de 14 °C, avec une amplitude thermique annuelle de 17,5 °C. Le cumul annuel moyen de précipitations est de 713 mm, avec 6,1 jours de précipitations en janvier et 2,5 jours en juillet. Pour la période 1991-2020, la température moyenne annuelle observée sur la station météorologique de Météo-France la plus proche, « Cabrières d'Avignon », sur la commune de Cabrières-d'Avignon à 8 km à vol d'oiseau, est de 14,0 °C et le cumul annuel moyen de précipitations est de 696,9 mm. 
La température maximale relevée sur cette station est de 43,2 °C, atteinte le 28 juin 2019 ; la température minimale est de −15,2 °C, atteinte le 7 janvier 1985,,. 
Les paramètres climatiques de la commune ont été estimés pour le milieu du siècle (2041-2070) selon différents scénarios d'émission de gaz à effet de serre à partir des nouvelles projections climatiques de référence DRIAS-2020. Ils sont consultables sur un site dédié publié par Météo-France en novembre 2022.

## Urbanisme

### Typologie
Au 1er janvier 2024, Taillades est catégorisée ceinture urbaine, selon la nouvelle grille communale de densité à sept niveaux définie par l'Insee en 2022.
Elle appartient à l'unité urbaine d'Avignon, une agglomération inter-régionale regroupant 59  communes, dont elle est une commune de la banlieue,,. Par ailleurs la commune fait partie de l'aire d'attraction de Cavaillon, dont elle est une commune de la couronne,. Cette aire, qui regroupe 6 communes, est catégorisée dans les aires de moins de 50 000 habitants,.

### Occupation des sols
L'occupation des sols de la commune, telle qu'elle ressort de la base de données européenne d’occupation biophysique des sols Corine Land Cover (CLC), est marquée par l'importance des forêts et milieux semi-naturels (54,6 % en 2018), une proportion sensiblement équivalente à celle de 1990 (54,3 %). La répartition détaillée en 2018 est la suivante : 
forêts (29,9 %), zones agricoles hétérogènes (26,8 %), milieux à végétation arbustive et/ou herbacée (24,7 %), zones urbanisées (18,6 %). L'évolution de l’occupation des sols de la commune et de ses infrastructures peut être observée sur les différentes représentations cartographiques du territoire : la carte de Cassini (XVIIIe siècle), la carte d'état-major (1820-1866) et les cartes ou photos aériennes de l'IGN pour la période actuelle (1950 à aujourd'hui).

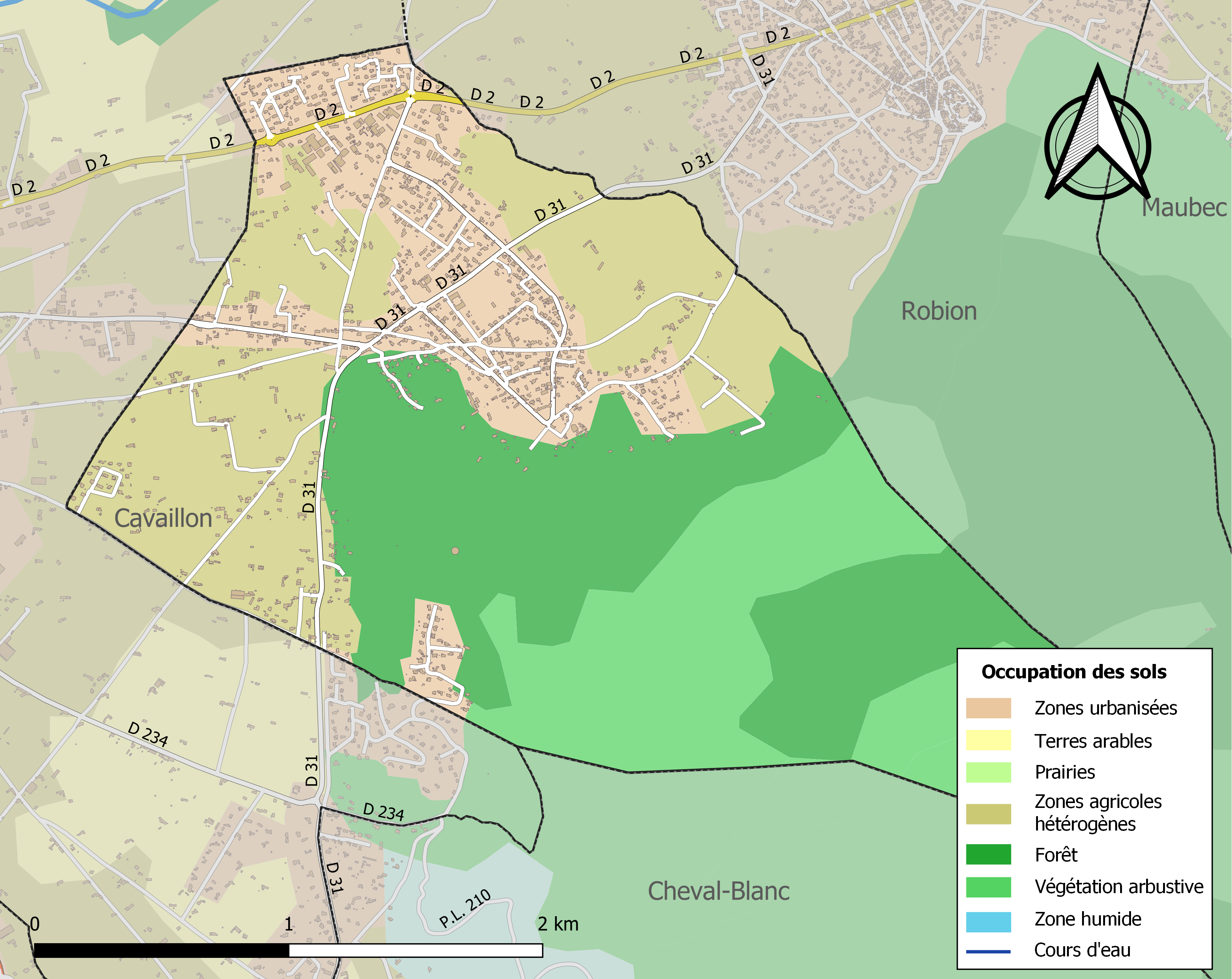
Carte des infrastructures et de l'occupation des sols de la commune en 2018 (CLC).

## Histoire

### Préhistoire et haut Moyen Âge

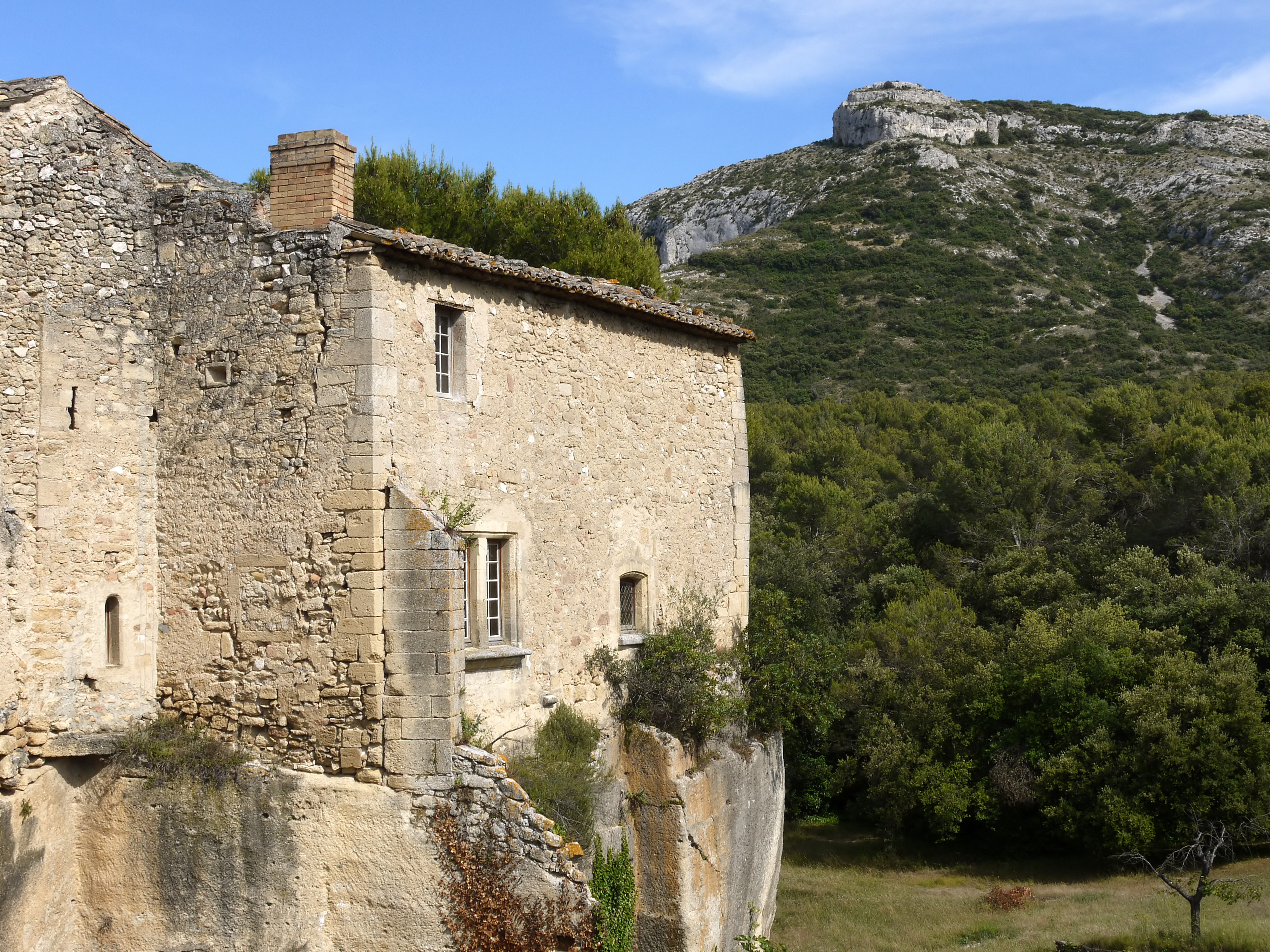
L'ancien presbytère dominé par le massif du Luberon.

Les archéologues ont mis au jour un site néolithique dans la grotte de Sainte-Guimelle (sépultures, poteries, etc.). Les Gallo-Romains ne semblent pas avoir exploité les carrières de la commune, dont l’extraction des blocs n’est attestée qu’à partir du Moyen Âge[réf. nécessaire].
Sur le front de taille, on peut encore voir une étonnante sculpture représentant un évêque surmontant deux écussons, portant croix et pectoral. Les spécialistes y ont vu la représentation de saint Véran, l’évêque de Cavaillon, bien que ce bas-relief soit désigné par les Tailladais désignent ce bas-relief par le nom peu flatteur du Morvelous (le morveux)[réf. nécessaire]. 

### Moyen Âge
Cité pour la première fois dans le Livre rouge d’Alphonse de Poitiers (Tailliatis, 1253), le nom du village rappelle cette activité, en provençal talhada signifiant couper et fendre, activité nécessaire au travail de la pierre. La vieille roue du moulin Saint-Pierre sort de ces carrières. Le Livre rouge signale l’existence d’un castrum. Le village a été édifié autour de lui, sur le terre plein dominant la falaise.
La délimitation des communes de Cavaillon de 1253 ne donne pas une description précise de la limite entre Cavaillon et Taillades. Il est juste inscrit « jusqu’aux confins du territoire de Cavaillon contigu au territoire de Robion ».
Le château sera inféodé avec ses domaines, en 1269, par le comte de Provence et roi de Naples, Charles 1er, à Imbert et Guillaume de Sabran. Ce dernier devient le seul seigneur en 1281 et son fils Guillaume en héritera.
Il céda ce fief aux Sabran et Vassadel en 1321 par qui il arrivera aux Ancézune de Caderousse. Après eux la valse des seigneurs va continuer, parmi eux ressort, en 1338, Hugues de Marle, dont le fils Georges sera sénéchal de Provence et tentera de mettre Raymond de Turenne à la raison. Avec les barons provençaux, il assiégea son lieutenant et bras droit Gantonnet d'Abzac, dans Pertuis, en 1398, mais les hommes du terrible vicomte ayant réussi à s’échapper, ravagèrent tout le sud du Luberon et se dirigèrent vers le fief de Georges de Marle. Inquiets les bénédictins de Saint-Jean Baptiste préférèrent quitter leur monastère des Taillades pour se réfugier dans Cavaillon. Roland de Marle, le fils du sénéchal, vendra cette seigneurie à Gaucher de Forcalquier, évêque de Gap, en 1455.

### Renaissance
Au XVIe siècle, les co-seigneurs des Taillades sont les Grillet et les Lauris. Les premiers sont les ancêtres maternels du Brave Crillon, l’illustre capitaine du roi Henri IV, les seconds auront comme descendante Laure, le premier amour du marquis de Sade. C’est à leur époque que fut construit le « château neuf », cité en 1619, qui succéda à la vieille forteresse moyenâgeuse. Sur la falaise où elle s’élevait, on a une vue magnifique sur la vallée de la Durance et les Alpilles.
Le canal de l'Isle mis en service en 1852 commence au pont Perussier aux Taillades, où il prend assise du canal de Cabedan-neuf.

### Héraldique
| Armes de Taillades | Les armes peuvent se blasonner ainsi : D'azur à la tour d'or, ouverte, ajourée et maçonnée de sable, posée sur une terrasse d'argent, entaillée à senestre, le tout surmonté d'une escoude aussi d'or et d'un maillet du même passés en sautoir. |

## Politique et administration
Taillade fait partie de l'aire urbaine de Cavaillon.

### Liste des maires
| Période                                  | Période  | Identité       | Étiquette                      | Qualité |
| ---------------------------------------- | -------- | -------------- | ------------------------------ | ------- |
| avant 1981                               | ?        | Jean Blanc     |                                |         |
| mars 2014                                | 2020     | Edmond Bouchet | DVD                            |         |
| 2020                                     | en cours | Nicole Girard  | Ensemble, agissons pour demain |         |
| Les données manquantes sont à compléter. |          |                |                                |         |

### Fiscalité
| Taxe                                                | Part communale | Part intercommunale | Part départementale | Part régionale |
| --------------------------------------------------- | -------------- | ------------------- | ------------------- | -------------- |
| Taxe d'habitation (TH)                              | 6,81 %         | 0,00 %              | 7,55 %              | 0,00 %         |
| Taxe foncière sur les propriétés bâties (TFPB)      | 12,56 %        | 0,00 %              | 10,20 %             | 2,36 %         |
| Taxe foncière sur les propriétés non bâties (TFPNB) | 48,28 %        | 0,00 %              | 28,96 %             | 8,85 %         |
| Taxe professionnelle (TP)                           | 00,00 %        | 20,97 %             | 13,00 %             | 3,84 %         |

La part régionale de la taxe d'habitation n'est pas applicable.

## Démographie
L'évolution du nombre d'habitants est connue à travers les recensements de la population effectués dans la commune depuis 1793. Pour les communes de moins de 10 000 habitants, une enquête de recensement portant sur toute la population est réalisée tous les cinq ans, les populations de référence des années intermédiaires étant quant à elles estimées par interpolation ou extrapolation. Pour la commune, le premier recensement exhaustif entrant dans le cadre du nouveau dispositif a été réalisé en 2007.

En 2022, la commune comptait 1 998 habitants, en évolution de +3,68 % par rapport à 2016 (Vaucluse : +1,73 %, France hors Mayotte : +2,11 %).
| 1793 | 1800 | 1806 | 1821 | 1831 | 1836 | 1841 | 1846 | 1851 |
| ---- | ---- | ---- | ---- | ---- | ---- | ---- | ---- | ---- |
| 300  | 300  | 264  | 277  | 331  | 372  | 439  | 411  | 450  |

| 1856 | 1861 | 1866 | 1872 | 1876 | 1881 | 1886 | 1891 | 1896 |
| ---- | ---- | ---- | ---- | ---- | ---- | ---- | ---- | ---- |
| 425  | 481  | 484  | 469  | 485  | 434  | 417  | 423  | 404  |

| 1901 | 1906 | 1911 | 1921 | 1926 | 1931 | 1936 | 1946 | 1954 |
| ---- | ---- | ---- | ---- | ---- | ---- | ---- | ---- | ---- |
| 403  | 401  | 386  | 357  | 386  | 419  | 420  | 401  | 469  |

| 1962 | 1968 | 1975  | 1982  | 1990  | 1999  | 2006  | 2007  | 2012  |
| ---- | ---- | ----- | ----- | ----- | ----- | ----- | ----- | ----- |
| 525  | 695  | 1 211 | 1 501 | 1 642 | 1 792 | 1 888 | 1 902 | 1 968 |

| 2017  | 2022  | - | - | - | - | - | - | - |
| ----- | ----- | - | - | - | - | - | - | - |
| 1 909 | 1 998 | - | - | - | - | - | - | - |

## Économie
Taille de la pierre (semble à l'origine du nom de la commune) dans des carrières abandonnées vers la fin du XIXe siècle.

### Agriculture
Il y a nombre de cultures maraichères et fruitières. La commune produit des vins AOC côtes-du-luberon. Les vins qui ne sont pas en appellation d'origine contrôlée peuvent revendiquer, après agrément le label vin de pays d'Aigues.

### Industrie et artisanat
L'industrie s'est développée avec l'arrivée du canal de Carpentras (dont broyage de la garance puis farine avec le moulin Saint-Pierre). De nos jours, c'est surtout de l'artisanat (construction, santons, etc.). Une importante zone d'activité s'est créée le long des principaux axes entre Cavaillon et Robion.

### Tourisme
Comme l'ensemble des communes proche du Luberon, le tourisme joue un rôle, directement ou indirectement, dans l'économie locale.
On peut considérer trois principales sortes de tourisme en Luberon. Tout d'abord, le tourisme historique et culturel qui s'appuie sur un patrimoine riche des villages perchés ou sur des festivals. Ensuite, le tourisme détente qui se traduit par un important développement des chambres d'hôtes, de l'hôtellerie et de la location saisonnière, par une concentration importante de piscines et par des animations comme des marchés provençaux. Enfin, le tourisme vert qui profite des nombreux chemins de randonnées et du cadre protégé qu'offrent le Luberon et ses environs.

## Vie pratique
Nombreux commerces sur place.

### Santé

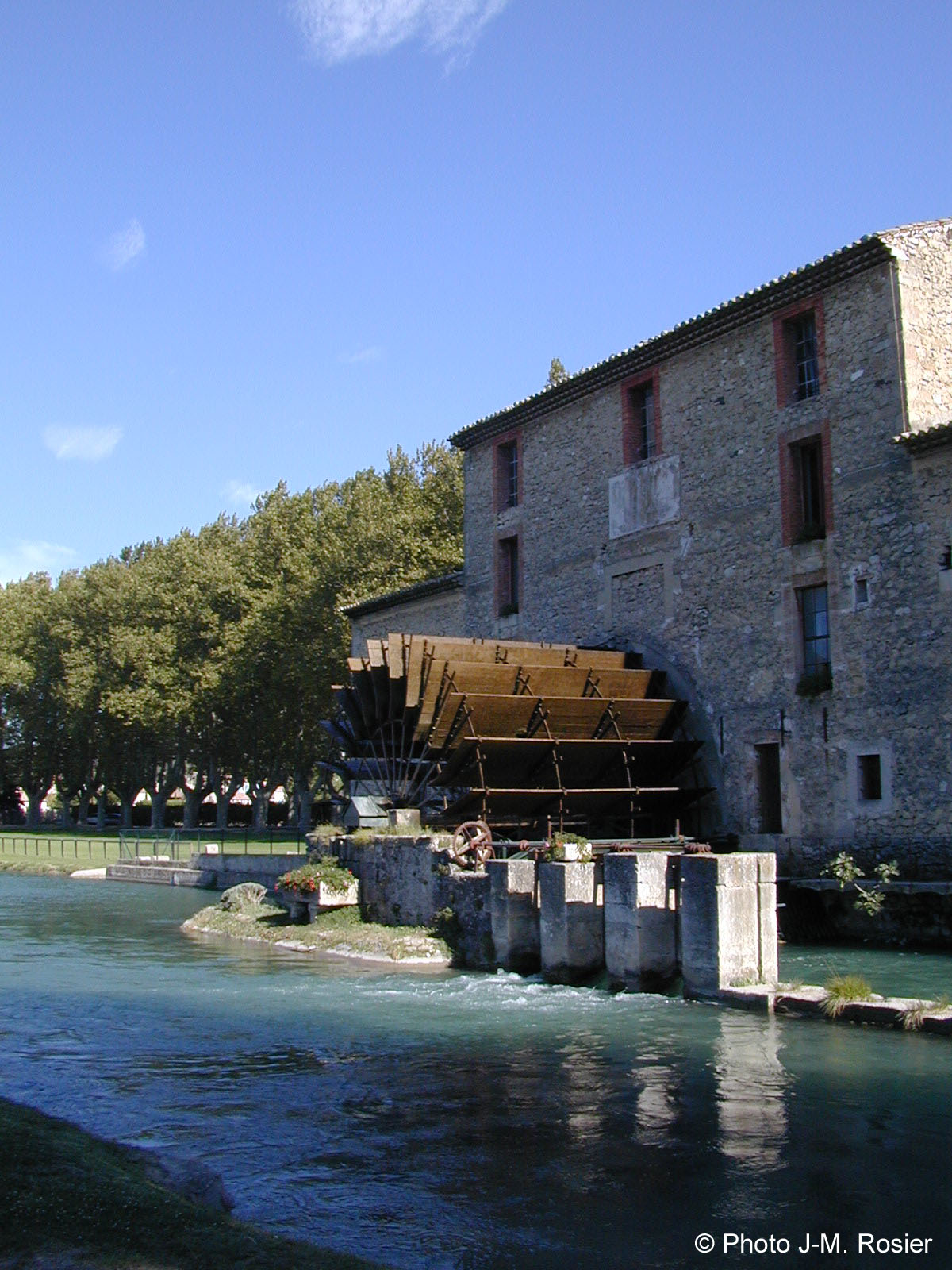
Le moulin Saint-Pierre et ancienne minoterie sur le canal de Carpentras.

Hôpital et clinique à Cavaillon.

## Lieux et monuments
- Moulin Saint-Pierre (1859)
- La carrière (devenu théâtre naturel)
- Le château du XVIIe siècle (privé)
- Église Saint-Trophime des Taillades
- La chapelle Sainte-Luce (monument inscrit)
- La chapelle Saint-Gens
- La Tour (privée)

## Personnalités liées à la commune
- Jean Baudrillard cite « les Taillades » dans son poème : « Si hors scène tombe... »[26].
- René Leclerc, mosaïste, une de ses œuvres est exposée dans la chapelle du vieux village.